# Alexandr Berndorf
Alexandr Jan Josef Berndorf, publikující také pod pseudonymy
Alexandr Pomucký a Alexandr Nepomucký (13. dubna 1889, Nepomuk – 9. září 1968, Praha), byl český spisovatel a regionální historik. Napsal řadu povídek a románů z Nepomucka, jakož i divadelních her a zpracoval dějiny města Nepomuku.

## Dílo
- Zelená Hora (dva díly)
- V odlesku minulosti
- Památce Tylově
- V červáncích a jitru našeho znovuzrození
- Nepomuk (dva díly)
- Za nevěstou a jiné povídky
- Klášter pod Zelenou horou
- Zámek Zelenohorský, Nepomuk a jeho nejbližší okolí
- Záhady sklamaného srdce
- Sny a vzpomínky
- Smutky a úsměvy
- Poslední písmák
- V okovech lásky
- Básníkova láska (se Zdeňkem Tučkem)
- Památce básníka JUDr. Rudolfa Mayera
- Je smutný osud pěvcův
- Z našeho kraje
- Myslívský řídicí učitel Petr Vodička
- Stručný turistický průvodce nepomuckým a plánickým krajem
- Pověsti rodné země
- Zapomenutý hrob v Oseku
- Zelená Hora u Nepomuka
- Podvečerní vyprávění
- Topografie města Nepomuk 1540-1940 (4 díly, strojopis)